# تاکایا کوروکاوا
تاکایا کوروکاوا (انگلیسی: Takaya Kurokawa؛ زادهٔ ۷ آوریل ۱۹۸۱) بازیکن فوتبال اهل ژاپن است.
از باشگاه‌هایی که در آن بازی کرده‌است می‌توان به باشگاه فوتبال آلبیرکس نیگاتا، باشگاه فوتبال جف یونایتد ایچیهارا چیبا، و باشگاه فوتبال شیمیزو اس-پالس، باشگاه فوتبال توکیو وردی، باشگاه فوتبال جف یونایتد ایچیهارا چیبا، و باشگاه فوتبال آلبیرکس نیگاتا اشاره کرد.